# Nicolás Giménez
Nicolás Giménez (Buenos Aires, Argentina; 16 de enero de 1996) es un futbolista argentino juega como enganche en Al-Wasl F. C. de la UAE Pro League.

## Trayectoria

### Nueva Chicago
Giménez es un futbolista surgido de las divisiones inferiores del Club Atlético Nueva Chicago. En el 2012 logró ser Campeón en Octava División. Realizó su primera Pretemporada con el primer equipo en julio de 2014 con Omar Labruna al mando de la conducción técnica.
El viernes 23 de enero de 2015, Nueva Chicago había visitado en Ecuador al Deportivo Cuenca en lo que fue la Noche Colorada, donde este equipo presenta año a año a sus refuerzos de cara al inicio de la respectiva temporada. Éste fue el primer partido internacional en la historia de Nueva Chicago, y el centrocampista formó parte de este partido histórico. Unos días más tarde, fue titular en lo que fue el segundo partido por la gira en Ecuador, esta vez frente a Liga de Loja de ese mismo país.
Debutó como jugador profesional el 17 de marzo de 2015 en la derrota 2 a 1 de su equipo frente a Gimnasia de La Plata por la fecha 5 del Torneo de Primera División 2015. El 27 de abril de 2015 firma su primer contrato profesional con Nueva Chicago, que lo unía a sus filas hasta el 2019. Debido a la falta de delanteros que había en el plantel logró adquirir continuidad, una vez debutado en el primer equipo. Convirtió goles a Argentinos Juniors, a Independiente y a Sarmiento de Junín en los 15 partidos que disputó durante la temporada 2015.
Su equipo terminó descendiendo a la Primera B Nacional aunque, por sus buenos rendimientos, despertó el interés de clubes de la Primera División de Argentina como Independiente y del RSC Anderlecht de Bélgica, que ofrecían una suma cercana a los U$S 600.000.
Para la temporada 2016, Giménez comenzó siendo titular y utilizando el dorsal 10, que muchas veces vistió el reconocido Christian Gómez. En la primera fecha, le convirtió un gol a Almagro de penal en la victoria de su equipo 2 a 0. Luego le convirtió dos goles a Douglas Haig en la victoria por 2 a 0, uno a Independiente Rivadavia en el empate 2 a 2 por la fecha 6 y otro a Santamarina de Tandil en la victoria 2 a 0 por la fecha 7.
Debido a las abultadas deudas que mantenía el club con los jugadores y empleados, de más de 6 meses en algunos casos, la venta de un jugador era obligatoria. Caída la chance de pasar al fútbol europeo, Giménez debía ser vendido en el fútbol local.

### Talleres de Córdoba
Por $8.000.000, el Talleres compra el 60% del pase del centrocampista. Se transforma en el segundo refuerzo del club para afrontar la siguiente temporada en la Primera División de Argentina.

### San Martín de Tucumán
En julio de 2018 llega a préstamo por un año a San Martín de Tucumán procedente de Talleres para afrontar la Superliga 2018-19 con el Santo Tucumano.

### Arsenal de Sarandí
El 1 de julio de 2019 llega a préstamo por un año a Arsenal de Sarandí para afrontar la Superliga 2019-20 con el aquel entonces campeón de la B Nacional.

## Estadísticas

### Clubes
Actualizado hasta su último partido disputado el 25 de mayo de 2025.
| Club                          | Div.          | Temporada     | Liga  | Liga  | Liga   | Copas nacionales | Copas nacionales | Copas nacionales | Torneos internacionales | Torneos internacionales | Torneos internacionales | Total | Total | Total  |
| Club                          | Div.          | Temporada     | Part. | Goles | Asist. | Part.            | Goles            | Asist.           | Part.                   | Goles                   | Asist.                  | Part. | Goles | Asist. |
| ----------------------------- | ------------- | ------------- | ----- | ----- | ------ | ---------------- | ---------------- | ---------------- | ----------------------- | ----------------------- | ----------------------- | ----- | ----- | ------ |
| C. A. Nueva Chicago Argentina | 1.ª           | 2015          | 13    | 3     | 1      | 1                | 0                | 0                | —                       | —                       | —                       | 14    | 3     | 1      |
| C. A. Nueva Chicago Argentina | 2.ª           | 2016          | 21    | 8     | 3      | —                | —                | —                | —                       | —                       | —                       | 21    | 8     | 3      |
| C. A. Nueva Chicago Argentina | Total club    | Total club    | 34    | 11    | 4      | 1                | 0                | 0                | 0                       | 0                       | 0                       | 35    | 11    | 4      |
| C. A. Talleres (C) Argentina  | 1.ª           | 2016-17       | 17    | 0     | 0      | —                | —                | —                | —                       | —                       | —                       | 17    | 0     | 0      |
| C. A. Talleres (C) Argentina  | 1.ª           | 2017-18       | 14    | 1     | 0      | 1                | 0                | 0                | —                       | —                       | —                       | 15    | 1     | 0      |
| C. A. Talleres (C) Argentina  | Total club    | Total club    | 31    | 1     | 0      | 1                | 0                | 0                | 0                       | 0                       | 0                       | 32    | 1     | 0      |
| San Martín (T) Argentina      | 1.ª           | 2018-19       | 17    | 2     | 0      | 5                | 0                | 0                | —                       | —                       | —                       | 22    | 2     | 0      |
| San Martín (T) Argentina      | Total club    | Total club    | 17    | 2     | 0      | 5                | 0                | 0                | 0                       | 0                       | 0                       | 22    | 2     | 0      |
| Arsenal de Sarandí Argentina  | 1.ª           | 2019-20       | 22    | 7     | 4      | 2                | 0                | 0                | —                       | —                       | —                       | 24    | 7     | 4      |
| Arsenal de Sarandí Argentina  | Total club    | Total club    | 22    | 7     | 4      | 2                | 0                | 0                | 0                       | 0                       | 0                       | 24    | 7     | 4      |
| Baniyas Club · EAU            | 1.ª           | 2020-21       | 24    | 8     | 8      | 4                | 1                | 0                | —                       | —                       | —                       | 28    | 9     | 8      |
| Baniyas Club · EAU            | 1.ª           | 2021-22       | 24    | 8     | 8      | 4                | 0                | 1                | 1                       | 0                       | 0                       | 29    | 8     | 9      |
| Baniyas Club · EAU            | 1.ª           | 2022-23       | 26    | 7     | 4      | 5                | 2                | 0                | —                       | —                       | —                       | 31    | 9     | 4      |
| Baniyas Club · EAU            | Total club    | Total club    | 74    | 23    | 20     | 13               | 3                | 1                | 1                       | 0                       | 0                       | 88    | 26    | 21     |
| Al-Wasl F. C. · EAU           | 1.ª           | 2023-24       | 26    | 5     | 14     | 10               | 3                | 5                | —                       | —                       | —                       | 36    | 8     | 19     |
| Al-Wasl F. C. · EAU           | 1.ª           | 2024-25       | 26    | 3     | 5      | 8                | 4                | 1                | 10                      | 1                       | 1                       | 44    | 8     | 7      |
| Al-Wasl F. C. · EAU           | Total club    | Total club    | 52    | 8     | 19     | 18               | 7                | 6                | 10                      | 1                       | 1                       | 80    | 16    | 26     |
| Total carrera                 | Total carrera | Total carrera | 230   | 52    | 47     | 40               | 10               | 7                | 11                      | 1                       | 1                       | 281   | 63    | 55     |
| 1. 2. 3.                      |               |               |       |       |        |                  |                  |                  |                         |                         |                         |       |       |        |